# Corte Cascina Stella
Corte Cascina Stella (Corte Gonzaga o Corte Grande) è una storica corte chiusa rinascimentale fortificata situata a Cividale Mantovano, frazione di Rivarolo Mantovano.

## Storia e descrizione
Edificata nel XV secolo e munita di torretta di guardia all'ingresso, presenta nella casa padronale importanti analogie stilistiche col Palazzo del Giardino di Sabbioneta del duca Vespasiano Gonzaga. Nel salone principale sono presenti importanti dipinti, tratti da Le metamorfosi di Ovidio.
Qui risiedeva, a partire dal 1497, il condottiero Febo Gonzaga, figlio illegittimo di Gianfrancesco Gonzaga, conte di Sabbioneta e Rodigo, con la consorte Margherita d'Este, legata alla marchesa di Mantova Isabella d'Este da vincoli di parentela e profonda amicizia. Parte della corte venne venduta nel 1554 dai discendenti di Febo Gonzaga.
Con Vespasiano Gonzaga, Cividale divenne residenza estiva ove il duca di Sabbioneta si dedicava alla caccia ed agli svaghi.